# Persone di nome Ottone
| Questa pagina contiene informazioni ricavate automaticamente dalle voci biografiche con l'ausilio del template Bio e di un bot. L'aggiornamento è periodico e automatico e ricostruisce completamente la pagina. Se manca una persona in questa lista, sei pregato di non aggiungerla, ma accertati piuttosto che la sua voce biografica contenga il template Bio e che i dati anagrafici siano correttamente compilati. Se il template Bio manca, inseriscilo tu stesso o, in alternativa, metti l'avviso {{tmp\|Bio}} che ne segnala la mancanza. Se i dati riportati sono sbagliati, correggi direttamente la voce biografica; le modifiche saranno visibili in questa lista entro pochi giorni. Per chiarimenti vedi il progetto antroponimi. La lista contiene solo le 111 persone che sono citate nell'enciclopedia e per le quali è stato implementato correttamente il template Bio. Pagina aggiornata al 22 giu 2025. |

Questa è una lista di persone presenti nell'enciclopedia che hanno il nome Ottone, suddivise per attività principale.

## Architetti(1)
- Ottone Calderari, architetto italiano (Vicenza, n. 1730 - Vicenza, † 1803)

## Arcivescovi(1)
- Ottone Visconti, arcivescovo e nobile italiano (Invorio, n. 1207 - Chiaravalle, † 1295)

## Arcivescovi cattolici(1)
- Ottone Ghilini, arcivescovo cattolico italiano (Alessandria - Genova, † 1239)

## Attori(1)
- Totò Mignone, attore e ballerino italiano (Alessandria, n. 1906 - Roma, † 1993)

## Cardinali(2)
- Ottone da Tonengo, cardinale italiano (Tonengo - Lione)
- Ottone di Waldburg, cardinale e vescovo cattolico tedesco (Scheer, n. 1514 - Roma, † 1573)

## Cestisti(1)
- Ottone Olivieri, cestista jugoslavo (Fiume, n. 1917)

## Diplomatici(1)
- Ottone Gabelli, diplomatico e scrittore italiano (Udine, n. 1880 - † 1939)

## Funzionari(1)
- Ottone Mandelli, funzionario italiano (Milano)

## Geografi(1)
- Ottone Brentari, geografo, storico e giornalista italiano (Strigno, n. 1852 - Rossano Veneto, † 1921)

## Giuristi(1)
- Ottone Bacaredda, giurista, scrittore e politico italiano (Cagliari, n. 1849 - Cagliari, † 1921)

## Letterati(1)
- Ottone Schanzer, letterato e librettista austriaco (Vienna, n. 1877 - Roma, † 1956)

## Medaglisti(1)
- Ottone Hamerani, medaglista italiano (Roma, n. 1694 - Roma, † 1761)

## Militari(2)
- Ottone Pecorari, militare italiano (Corona di Mariano del Friuli, n. 1913 - Amba Arcidam, † 1936)
- Ottone Secondo Tournon, militare e politico italiano (Crescentino, n. 1833 - Cuorgnè, † 1915)

## Pittori(1)
- Ottone Rosai, pittore italiano (Firenze, n. 1895 - Ivrea, † 1957)

## Politici(1)
- Ottone Orseolo, politico italiano (Venezia, n. 993 - † 1032)

## Principi(1)
- Ottone di Grecia, principe tedesco (Salisburgo, n. 1815 - Bamberga, † 1867)

## Religiosi(1)
- Ottone Frangipane, religioso italiano (Roma, n. 1040 - Ariano, † 1127)

## Sovrani(7)
- Ottone III di Brandeburgo, sovrano tedesco (n. 1215 - Brandeburgo sulla Havel, † 1267)
- Ottone I del Monferrato, sovrano italiano († 991)
- Ottone I di Sassonia, sovrano tedesco (Wallhausen, n. 912 - Memleben, † 973)
- Ottone II del Monferrato, sovrano italiano (n. 1015 - † 1084)
- Ottone II di Sassonia, re sassone (Sassonia - Roma, † 983)
- Ottone III di Sassonia, re (Kessel, n. 980 - Faleria, † 1002)
- Ottone IV di Brunswick, sovrano tedesco (Braunschweig, n. 1175 - Harzburg, † 1218)

## Storici(1)
- Ottone e Acerbo Morena, storico italiano

## Vescovi(2)
- Ottone, vescovo italiano
- Ottone di Sutri, vescovo italiano

## Vescovi cattolici(6)
- Ottone di Brunswick-Lüneburg, vescovo cattolico tedesco (Germania - Hildesheim, † 1279)
- Ottone di Frisinga, vescovo cattolico e storico tedesco (Klosterneuburg - Abbazia di Morimond, † 1158)
- Ottone di Bamberga, vescovo cattolico tedesco († 1139)
- Ottone di Strasburgo, vescovo cattolico tedesco († 1100)
- Ottone da Novara, vescovo cattolico italiano (Novara - Novara, † 1196)
- Ottone III d'Olanda, vescovo cattolico tedesco († 1249)

## Senza attività specificata(19)
- Ottone IV d'Asburgo, duca (Vienna, n. 1301 - Neuberg an der Mürz, † 1339)
- Ottone II d'Asburgo, conte austriaco († 1111)
- Ottone I di Borgogna, conte (n. 1170 - Besançon, † 1200)
- Ottone della Bassa Lorena, duca (n. 970 - † 1012)
- Ottone I di Brunswick-Lüneburg, duca (n. 1204 - † 1252)
- Ottone III del Tirolo, conte tedesco († 1310)
- Ottone di Kleve, conte (Horstmar, † 1311)
- Ottone II di Mâcon, conte (n. 999 - † 1041)
- Ottone I di Bentheim, conte († 1208)
- Ottone I di Vermandois, conte († 1045)
- Ottone II di Baviera, duca (Kelheim, n. 1206 - Landshut, † 1253)
- Ottone II di Bentheim, conte
- Ottone III del Monferrato, marchese italiano (n. 1360 - Mattaleto, † 1378)
- Ottone IV di Baviera, duca tedesco (n. 1307 - Monaco di Baviera, † 1334)
- Ottone V di Baviera, duca tedesco (n. 1346 - Landshut, † 1379)
- Ottone I di Gheldria, conte († 1207)
- Ottone II di Gheldria, conte (n. 1215 - † 1271)
- Ottone di Lippe-Brake, conte tedesco (Detmold, n. 1589 - Blomberg, † 1657)
- Ottone III di Olomouc, duca († 1160)